# دهستان سربنان
دهستان سربنان نام دهستانی در بخش مرکزی شهرستان زرند، استان کرمان در ایران است. براساس سرشماری مرکز آمار ایران در سال ۱۳۸۵، جمعیت آن ۲۸۱۷ نفر (۷۵۵ خانوار) بوده‌است. تاریخی‌ترین جاذبه طبیعی این منطقه درخت چنار کهنسال سراپرده است و دارای یک قلعه تاریخی در اطراف روستای ختم نیز میباشد. سربنان یک منطقه کوهستانی با ارتفاع ۲۲۰۰متر از سطح دریا دارای تابستانهای خنک است. 